# Saint-Brice-en-Coglès
Saint-Brice-en-Coglès (en bretó Sant-Brizh-Gougleiz) és un municipi francès, situat a la regió de Bretanya, al departament d'Ille i Vilaine. L'any 2006 tenia 2.702 habitants. Limita amb els municipis Coglès, La Selle-en-Coglès, Saint-Étienne-en-Coglès, Baillé, Saint-Marc-le-Blanc i Tremblay.

## Demografia
| 1962                                       | 1968  | 1975  | 1982  | 1990  | 1999  |
| ------------------------------------------ | ----- | ----- | ----- | ----- | ----- |
| 1.962                                      | 2.045 | 2.403 | 2.477 | 2.484 | 2.395 |
| Des de 1962: població sense dobles comptes |       |       |       |       |       |

## Administració
| Període | Identitat      | Partit |
| ------- | -------------- | ------ |
| -2001   | Marcel Roussel |        |
| 2001-   | Louis Dubreil  |        |